# BSV Berna
Il BSV Bern Muri AG è una squadra di pallamano maschile svizzera, con sede a Berna.
È stata fondata nel 1951.

## Palmarès

### Titoli nazionali
- Campionato svizzero: 3
1960-61, 1979-80, 1984-85.
- Alpe Adria Cup: 1
2017-2018